# رعاية الأطفال حديثي الولادة وسلامتهم
رعاية الأطفال حديثي الولادة والسلامة هي الأنشطة والاحتياطات الموصى بها للآباء الجدد أو مقدمي الرعاية، كما أنه هدف تعليمي للعديد من المستشفيات ومراكز الولادة عندما يحين وقت ذهاب الرضع إلى البيت.

## رعاية الأطفال حديثي الولادة
ويمكن لدروس رعاية حديثي الولادة أثناء الحمل أن تعد مقدمي الرعاية لما بعد الولادة. لكن التغذية ووضع الحفاضات لدمية طفل ليست متشابهة تمامًا. أثناء الإقامة في مستشفى أو مركز الولادة، يساعد الأطباء والممرضات في رعاية الطفل الأساسية. ويوضح مقدمو الرعاية الصحية الرعاية الأساسية للرضع والتي تشمل ما يلي
1. 1. التعامل مع مولود جديد، بما في ذلك دعم الطفل
  2. تغيير الحفاضات
  3. الاستحمام
  4. الملابس
  5. التقميط
  6. التغذية والتجشؤ
  7. تنظيف الحبل السري
  8. الرعاية بعد الختان
  9. استخدام محقنة الكرة المطاطية لتنظيف أنف الطفل
  10. أخذ درجة حرارة الوليد
  11. نصائح لتهدئة الطفل[2]

بل مغادرة المستشفى، أسأل عن الزيارات المنزلية من قبل ممرضة أو عامل رعاية صحية.كثير من الآباء الجدد يقدرون شخصاً يطمئنعليهم وعلي طفلهما بعد أيام قليلة من عودتهما إلى المنزل.إذا كانت الرضاعة طبيعية، يمكن للأم أن تسأل ما إذا كانت زيارة استشاري الرضاعة في المنزل متاحة لتقديم الدعم أم لا، وكذلك توفير خدمات أخرى في المجتمع، مثل مجموعات دعم الأقران. كما يرحب العديد من الآباء والأمهات الجدد بمساعدة أحد أفراد العائلة أو الأصدقاء الذين «كانوا هناك من أجلهم».وجود شخص لدعم المولود الجديد لبضعة أيام يمكن أن يعطي الأم الثقة للاعتناء بالطفل وحدها في الأسابيع المقبلة. ويمكن ترتيب ذلك قبل الولادة. تعد الزيارة الأولى للطبيب وقتًا جيدًا آخر للسؤال عن أي أسئلة تتعلق برعاية الأطفال الرضع.يمكن أن يسأل الآباء عن ضروريات استدعاء الطبيب وعن اللقاحات التي يحتاجها الطفل ومتى.يحتاج الأطفال الصغار إلى اللقاحات لأن الأمراض التي تحاربها يمكن أن تضرب في سن مبكرة ويمكن أن تكون خطيرة للغاية في مرحلة الطفولة.وهذا يشمل الأمراض النادرة والأكثر شيوعًا، مثل الأنفلونزا. تشمل رعاية المولود الجديد أيضًا الفحص الطبي لحديثي الولادة، والتي تحدث معظم الوقت في المستشفى أو مكتب طبيب الأطفال بعد الولادة بقليل. وهذا الفحص يشمل الكشف على أكثر من عشرين اضطراب. ويمكن للاكتشاف المبكر للاضطراب أن يساعد في علاجه.

## التغذية الآمنة
يساعد غسل اليدين على منع انتشار الأمراض المنقولة عن طريق الأغذية للأطفال.يمكن أن تنتقل الكائنات الحية الدقيقة المسببة للأمراض من الأطفال الآخرين وحفاضاتهم، ومن اللحوم غير المطبوخة والمأكولات البحرية والبيض والكلاب والقطط والسلاحف والثعابين والطيور والسحالي والتربة.

## متلازمة موت الرضع المفاجئ
منذ عام 1992، أوصت الأكاديمية الأمريكية لطب الأطفال أن يوضع الرضع للنوم على ظهورهم للحد من خطر متلازمة موت الرضع المفاجئ (SIDS)، وتسمى أيضا موت المهد. SIDS هو الموت المفاجئ وغير المبررة لطفل عمره أقل من 1 سنة من العمر. على الرغم من عدم وجود طريقة لمعرفة أي الرضع قد يموتون من SIDS ، تتضمن التوصيات ما يلي:
- وضع الطفل دائما على ظهره للنوم، حتى بالنسبة للقيلولة. هذا هو الوضع الأكثر أمانًا للنوم للطفل، كما أنه يقلل خطر التعرض لمتلازمة موت الرضع المفاجئ SIDS.
- ضع الطفل على مرتبة ثابتة، كما هو الحال في سرير الأطفال المعتمد بالسلامة. أظهرت الأبحاث أن وضع الطفل للنوم على المراتب الناعمة، والأرائك، ووسائد الأريكة، والأسرة المائية، وجلود الغنم، أو غيرها من الأسطح الناعمة يزيد من خطر الإصابة بالتهاب المفاصل الروماتويدي.
- إزالة الفراش الناعمة والرقيقة والفضفاضة والألعاب المحشوة من منطقة نوم الطفل. تأكد من أن جميع الوسائد والألحفة والألعاب المحشوة والأشياء الناعمة الأخرى تبقى بعيداً عن منطقة نوم الطفل.
- لا تستخدم مثبت موضع نوم للرضع. فان استخدامه لعقد رضيع على ظهره أو جانبه للنوم أمر خطير وغير ضروري.
- تأكد من أن كل من يهتم بالطفل يعرف بأمر وضع الطفل على ظهره للنوم وحول مخاطر الفراش الناعم. تحدث إلى مقدمي رعاية الأطفال، والأجداد، ومربي الأطفال، وجميع مقدمي الرعاية حول مخاطر SIDS. وتذكر، كل أوقات النوم تحتسب.
- تأكد من بقاء وجه الطفل ورأسه مكشوفين أثناء النوم. احتفظ بالبطانيات والأغطية الأخرى بعيدًا عن فم الطفل وأنفه. وأفضل طريقة للقيام بذلك هي ارتداء ملابس النوم فلن يكون هناك حاجة لاستخدام أي غطاء آخر على الطفل. وفي حالة استخدام بطانية أو غطاء آخر، تأكد من أن قدمي الطفل في أسفل السرير، والبطانية ليست أعلى من صدرالطفل، والبطانية مطوية حول الجزء السفلي من مرتبة السرير.
- لا تدخني قبل أو بعد ولادة الطفل وتأكد من عدم تدخين أي شخص حول الطفل.
- حافظ على دفء الطفل أثناء النوم، ولكن ليس دافئًا جدا. يجب أن تكون درجة حرارة غرفة نوم الطفلمريحة لشخص بالغ. الكثير من الملابس أو البطانيات يمكن أن ترتفع درجة حراره الطفل.[2]

بعض الأمهات تقلق إذا كان الطفل يتدحرج خلال الليل. ولكن الحقيقة، أن الوقت الذي يكون فيه الطفل قادراً على التدحرج من تلقاء نفسه، يقلل خطر الإصابة بمتلازمة موت الرضع المفاجئ. ويعد عجز الأطفال من 2 إلى 4 أشهر من العمر عن تغيير وضعهم من ظهورهم إلى بطونهم هو الخطر الأكبر.

## مقاعد السيارة
يجب على الأطفال حديثي الولادة والرضع استخدام مقاعد السيارة الخلفية. وهذه مطلوبة حتى سن الثانية أو حتي يصلون إلى الوزن المناسب أو ارتفاع المقعد بعد ذلك، يتم استخدام مقعد السيارة الأمامي. تعد حوادث السيارات السبب الرئيسي لوفاة الأطفال في الولايات المتحدة. تثبيت الأطفال في السيارة عند ركوبها يعد أفضل طريقة لإنقاذ الأرواح والحد من الإصابات.وأدت قوانين الحد من ركوب الأطفال السيارة إلى زيادة التأكيد على أ اتهمية تثبيت الأطفال في السيارة عند ركوبها. حيث أن طفلين فقط من كل 100 طفل في الولايات هم من يستخدمون مقعد السيارة أو مقعد للأطفال حديثي الولادة والرضع. لذلك فان ثلث الأطفال الذين لقوا حتفهم في حوادث التصادم في عام 2011 لم يتم تثبيتهم في السيارة. يقوم مقدمو الرعاية بتعزيز سلامة الأطفال حديثي الولادة من خلال: معرفة كيفية استخدام مقاعد السيارة ومقاعد الأطفال وأحزمة الأمان واستخدامها في كل رحلة، مهما كانت قصيرة.